# Carlo Scorza

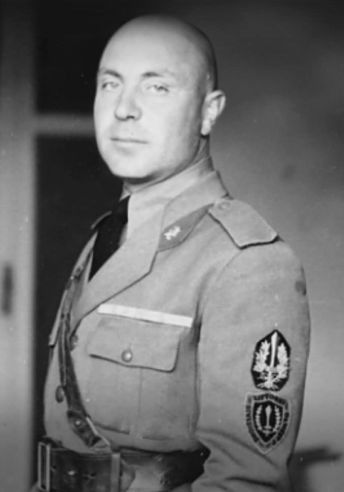
Carlo Scorza

Carlo Scorza (Paola, 15 juni 1897 – Castagno d'Andrea, 23 december 1988), was een Italiaans fascistisch politicus. Hij was in de fascistische staat van Mussolini onder meer jeugdleider voor de leeftijdsgroep 18-21 jaar.
Na zijn studie was Scorza oorlogsvrijwilliger in het Italiaanse leger gedurende de Eerste Wereldoorlog (1915-1918). In december 1920 werd Scorza lid van een fascistische knokploeg en werd hij journalist. In datzelfde jaar werd hij directeur van de krant Intrepido en van 1921 tot 1929 was Scorza eerste secretaris van de Partito Nazionale Fascista (PNF) te Lucca.
Na de fascistische machtsovername van 1922 werd hij lid van de Kamer van Afgevaardigden (1924-1929). Van 1928 tot 1929 was hij eerste secretaris van de PNF te Forlì. Van 1929 tot 1931 was Scorza lid van het Nationale Directorium van de PNF.
Tijdens de Italiaanse oorlog tegen Ethiopië (1935-1936) was Scorza oorlogsvrijwilliger. Daarna was hij lid van de Corpora van de Chemie (1938-1941) en van de Nationale Raad van Fasci's en Corporaties (1941-1943). Van 1942 tot 1943 was hij vicesecretaris van de Nationale Fascistische Partij en daarna van april 1943 tot juli 1943 de eerste secretaris van de PNF. Hij was van april tot juli 1943 tevens lid van de Fascistische Grote Raad.
Als partijsecretaris werd hij door Dino Grandi, en Mussolini's schoonzoon Galeazzo Ciano op de hoogte gesteld van hun voornemen om een motie in te dienen tegen almacht van de Italiaanse dictator. Scorza nam contact op met Mussolini dat er een vergadering moest plaatsvinden van de Fascistische Grote Raad. Benito Mussolini ging akkoord en de vergadering vond op 24 juli 1943 plaats. Tijdens de zitting stemde 19 van de 28 leden vóór motie van Grandi en Ciano, 7 stemden tegen, 1 onthield zich van de stemming en 1 verwierp de motie. Scorza behoorde tot de tegenstemmers, maar op 25 juli 1943 liet de Italiaanse koning Mussolini arresteren en afzetten. Het fascisme kwam ten val.
Scorza dook na de stemming enige tijd onder en vestigde zich later in het door de Duitsers bezette Noord-Italië. In oktober 1943 werd hij door neofascisten gearresteerd en voor de inmiddels bevrijdde Mussolini gebracht. Mussolini besloot Scorza vrij te laten.
Na de Tweede Wereldoorlog werd Scorza in augustus 1945 korte tijd vastgehouden, maar daarna op vrije voeten gesteld. Hij emigreerde naar Argentinië waar hij Juan Perón steunde. Toen deze laatste werd afgezet zette Scorza zich in voor zijn terugkeer.
Zijn laatste levensjaren sleet hij in Italië waar hij in 1988 overleed.